# برايس بي. سميث
برايس بي. سميث هو سياسي أمريكي، ولد في 1878 في إنديانابوليس في الولايات المتحدة، وتوفي في 1962.